# Yao Junior Sènaya
Yao Séyram Junior Sènaya, né le 19 avril 1984 à Lomé, est un footballeur togolais. Il joue au poste de milieu offensif avec l'équipe du Togo et le Dibba Al-Hisn. Il est le frère du footballeur Yao Mawuko Sènaya.

## Carrière

### En club
- 2001-2002 : FC Wangen bei Olten -  Suisse
- 2002-2004 : FC Bâle B -  Suisse
- 2004-2005 : FC Concordia Bâle -  Suisse
- 2005-2006 : SC YF Juventus -  Suisse
- 2006 : FC Thoune -  Suisse
- 2006-2007 : SC YF Juventus -  Suisse
- 2007-2008 : FC La Chaux-de-Fonds -  Suisse
- 2008-2009 : Al-Jazira Al-Hamra -  Émirats arabes unis
- 2009-2011 : Dibba Al-Hisn -  Émirats arabes unis
- 2011- : Al-Jazira Al-Hamra -  Émirats arabes unis

### En équipe nationale
Il dispute la coupe d'Afrique des nations en 2002 et 2006.
Sènaya participe à la coupe du monde 2006 avec l'équipe du Togo.